# Les Téméraires : Quand la Bourgogne défiait l'Europe
Les Téméraires : Quand la Bourgogne défiait l'Europe est un livre écrit par l'écrivain Bart Van Loo, racontant l'histoire des ducs de Bourgogne de la Scandinavie des Burgondes à Dijon, en passant par la Flandre,. 
Le livre adopte un point de vue mélioratif sur les ducs de Bourgogne.  
Le 22 juin 2021, le livre est déjà tiré à 250 000 exemplaires.
Bart Van Loo tire de son livre un podcast sur la chaine de radio belge RTBF en huit épisodes,,. 